# Kršćanstvo
Kršćanstvo (grč. Xριστός) monoteistička je svjetska religija nastala u rimskoj provinciji Judeji u prvom stoljeću nakon Kristova rođenja. Obuhvaća brojne kršćanske crkve, zajednice i sekte kojima je zajednička vjera u Isusa Krista te prihvaćanje života u skladu s evanđeljem. Utemeljio ju je Isus Krist, a njezini sljedbenici nazivaju se kršćanima. Kršćanstvo pripada tipu povijesne, proročke i objavljene religije, etično-mistične strukture, spasenjski i eshatološki usmjerene.
Tijekom povijesti raščlanilo se na više konfesija (katolicizam, pravoslavlje, protestantizam, nestorijanstvo i monofizitstvo) i njima odgovarajućih Crkava (Katolička Crkva, Pravoslavna Crkva, protestantske Crkve i istočne pretkalcedonske Crkve; vidjeti potpun popis). Kršćansko doba počinje Isusovim rođenjem.

## Nastanak i izvori
Kršćanstvo je nastalo u prvom stoljeću naše ere u Judeji unutar židovstva. U drugoj polovici tog stoljeća osamostaljuje se kao posebna religija i širi po gradovima Rimskog Carstva, osobito zaslugom apostola Pavla i njegovih misijskih putovanja. U Novom zavjetu spominju se samo kršćani (Dj 11,26), a naziv kršćanstvo prvi spominje Ignacije Antiohijski (107.) i drugi ranokršćanski pisci (Origen, Euzebije).
Izvori kršćanstva su pisana Božja objava (Sveto pismo Staroga i Novoga zavjeta) i usmena kršćanska predaja (Tradicija). Nauk su mu razradili i sustavno obrazložili veliki teolozi, definirali ekumenski koncili, a nad njegovom pravovjernošću bdije crkveno učiteljstvo. Dok katolicizam i pravoslavlje priznaju oba izvora (Pismo i Predaju), a veliku važnost pridaju teološkom mišljenju i crkvenom učiteljstvu, protestantizam priznaje samo Pismo (sola Scriptura). Kršćanstvo je na neki način proizašlo iz židovstva, ali je prema njemu bilo i u oprjeci. Prihvatilo je starozavjetni monoteizam, ali ga je nadopunilo učenjem o Trojstvu. Starozavjetnom legalizmu suprotstavilo je evanđelje, a nacionalnoj religiji univerzalističku, nadnacionalnu religiju.

## Zajednica
Kršćanstvo je organizirano kao vidljiva zajednica vjernika, Crkva, okupljenih oko temeljnoga kršćanskoga dogmatskoga, bogoštovnoga, moralnoga i kanonskopravnog sustava. Premda se u Novi zavjet i Nicejsko-carigradskom vjerovanju Crkveno jedinstvo drži jednim od četiriju glavnih obilježja kršćanske Crkve, ona se kroz povijest raščlanila na brojne kršćanske Crkve i sekte. Od sveopće Crkve najprije su se za prvih ekumenskih koncila odvojile pretkalcedonske kršćanske Crkve, nestorijanske (431.) i monofizitske (451.). Za "Istočnoga raskola" (1054.) od Katoličke su se Crkve odvojile pravoslavne Crkve, a za reformacije (16. stoljeće) protestantske Crkve (Anglikanska Crkva, luteranske i reformirane Crkve) i sekte. Pojedine su povijesne crkve organizirane u skladu s vlastitom vjeroispovijesti i svojim kanonskim pravom.
U Katoličkoj Crkvi je prevladao strogo centraliziran i hijerarhiziran crkveni ustroj (papa i biskupi), u pravoslavnim i pretkalcedonskim Crkvama sinodalno načelo (sveti sinod s patrijarhom ili mitropolitom na čelu), a u protestantskim Crkvama prezbiterijalno ili kongregacionističko načelo, bez svećeničke hijerarhije. Katolička Crkva je nadnacionalna, pravoslavna Crkva i pretkalcedonske orijentalne pravoslavne Crkve su autokefalne, a neke protestantske Crkve bile su državne Crkve, a vladar je ujedno i vrhovni crkveni poglavar (Anglikanska Crkva). U povijesti kršćanstva Crkveni raskoli i konfesionalna podijeljenost izazivali su trajna sporenja, nesnošljivost, pa i vjerske ratove. U novije vrijeme povijesna nastojanja oko institucionalnoga crkvenog jedinstva zamijenjena sa svetim duhom Isusa.

## Dogma
Glavne kršćanske vjerske istine definirane su u antici na prvim ekumenskim koncilima i uglavnom ih prihvaćaju sve kršćanske vjeroispovijesti. U kršćanstvu je pet glavnih istina:
1. monoteizam (postojanje jednoga transcendentnoga Boga, različita od svijeta, čija je objava sadržana u Svetom pismu) i Trojstvo (u Bogu su tri osobe: Otac, Sin i Duh Sveti)
2. stvaranje i providnost (Bog je sve stvorio, sve uzdržava i svime upravlja)
3. utjelovljenje i otkupljenje (Sin je Božji postao čovjekom radi našeg spasenja)
4. besmrtnost ljudske duše i uskrsnuće tijela
5. posljednje stvari (raj ili pakao) uvjetovane su milošću Božjom i čovjekovim etičkim ponašanjem.

Pri daljnjem tumačenju tih temeljnih dogmi došlo je do razlika između kršćanskih konfesija.
Tako su se za kristoloških sporenja o odnosu ljudske i božanske naravi u Kristu na Efeškom koncilu 431. odvojili nestorijanci. Na Kalcedonskom koncilu 451. monofiziti. Premda prihvaćaju zajednički nauk sedam prvih ekumenskih koncila, pravoslavci i katolici razlikuju se s obzirom na učenje o proizlaženju treće božanske osobe. Osim toga katolicizam je nakon raskola (1054.) definirao još neke dogme (učenje o čistilištu, bezgrešno začeće, papina nezabludivost, Marijino uznesenje na nebo), kojima se razlikuje od pravoslavlja.
Protestantizam se razlikuje od katolicizma i pravoslavlja prenaglašavanjem milosti na štetu naravi, svođenjem sedam sakramenata na dva (krštenje i večera Gospodnja) te dokidanjem svećeničke hijerarhije.

## Bogoštovlje
U kršćanstvu se Bog štuje životom po vjeri i evanđelju (klanjanje u duhu i istini) te posebnim bogoštovnim činima, koji se obavljaju u bogoštovnom prostoru, tijekom crkvene godine, nedjeljama i blagdanima. Kršćanski se bogoštovni čini nazivaju liturgija ili bogoslužje. U središtu im je euharistija ili misa, primanje sakramenata te, u katolicizmu, moljenje časoslova, blagoslovine i posvete.
Kršćanske bogoštovne čine predvode bogoštovni službenici, u katolicizmu biskup, svećenik i đakon, u pravoslavlju episkop, jerej i đakon, u protestantizmu pastor. U katolicizmu i pravoslavlju u kultu se razlikuje klanjanje (latrija), koje se iskazuje samo Bogu, te štovanje (dulija), koje se može iskazivati i stvorenjima (anđeli, sveci, slike i relikvije). U protestantizmu se dulija radikalno odbacuje. Stoga je u katolicizmu i pravoslavlju umjetnost snažnije uključena u oblikovanje bogoštovnog prostora (crkvena arhitektura, slikarstvo, kiparstvo), a svečanosti same liturgije pridonosi crkveno pjevanje, liturgijsko ruho i liturgijski predmeti. U protestantizmu, osobito u kalvinizmu, bogoštovni je prostor jednostavniji, slike su dopuštene samo u pedagoške i dekorativne svrhe, a liturgija je pojednostavljena i svedena na liturgiju riječi (čitanje biblijskog teksta, propovijed, crkvene pjesme) i primanje sakramenata (krštenje, večera Gospodnja). U katolicizmu je obveznost službenih bogoštovnih čina (nedjeljna misa, godišnja ispovijed i pričest) strože propisana nego u pravoslavlju (gdje su godišnje obavezna 4 posta) i protestantizmu.

## Moral
Kršćanstvo je etično-mistična religija pa moral zauzima središnje mjesto u kršćanskom životu. Izvori su kršćanskog morala Stari i Novi zavjet te grčka filozofija, osobito stoicizam. Iz Starog zavjeta prihvaćen je "Dekalog" ili Deset zapovijedi,  načelo osobne odgovornosti, te novozavjetno načelo ljubavi prema Bogu i bližnjemu. U patrističkom razdoblju usvojeni su neki elementi stoičkoga (stožerne krjeposti) i neoplatonističkog morala (monaški asketizam), a u skolastičko doba neki etički stavovi iz aristotelizma. Katolička moralka temeljno evanđeosko načelo (ljubav prema Bogu i bližnjemu) dopunjuje naravnim moralnim zakonom i preciznim propisom. Pravoslavlje više slijedi učenje istočnih crkvenih otaca i opire se moralnom legalizmu. Protestantizam ističe evanđeosko poimanje morala i slobodu savjesti.
U novije vrijeme kršćanski moralisti sve više naglašavaju društvenu stranu morala, poštovanje ljudskih prava i socijalnu pravednost. U povijesti kršćanstva odnos naravi (dobro i zlo, dužnost i obveza, sloboda i determinizam) i nad-naravi (grijeh i milost, opravdanje i spasenje) bio je središnja tema teoloških sporenja. Pritom su se razvile tri struje. Augustinizam i njegove povijesne izvedenice, osobito kalvinizam i jansenizam, u odnosu naravi i nadnaravi, čovjekova krjeposnog napora i božanske milosti, prenaglasio je ulogu milosti (predestinacija). Pelagijanizam je stavio naglasak na čovjekovu slobodnu volju i naravnu mogućnost da dosegne krjepost i spasenje. Semipelagijanizam je nastojao pomiriti te dvije krajnosti.

## Duhovnost i mistika
Kršćanska duhovnost ide za pounutrašnjenjem temeljnih kršćanskih dogmatskih i moralnih načela, za njihovim osobnim doživljajem, iskustvom i produbljenjem. Postoje tri puta kršćanske duhovnosti, jedan redoviti (liturgijsko-sakramentalna duhovnost) i dva posebna (asketsko-mistični put i pučka pobožnost). U liturgijsko-sakramentalnoj duhovnosti sudjeluju svi vjernici i ona postoji u svim kršćanskim konfesijama. Asketsko-mistični oblik duhovnosti razvio se u otačkoj Crkvi (monaštvo, redovništvo), a na svoj su ga način razvile i normirale Katolička crkva i istočne kršćanske crkve, osobito pravoslavne. Kršćanska mistika razvila se pod utjecajem novozavjetnih tekstova (Ivanova i Pavlova mistika) i neoplatonističke mistike (Pseudodionizije). Pripada tipu transcendencijske mistike ljubavi.
Između ljudske duše i Boga nema ontološke istovjetnosti, zajedništva naravi, kao u imanencijskoj, panteističkoj mistici, već samo zajedništvo u ljubavi. U katolicizmu je takav tip mistike našao svoj izraz u samostanskoj duhovnosti katoličkih redova kroz povijest (benediktinska, cistercitska, viktorinska, dominikanska, franjevačka, karmelićanska, isusovačka duhovnost). U pravoslavlju duhovnost i mistika oblikovane su pod utjecajem istočnih crkvenih otaca i istočnokršćanskog redovništva (sv. Ivan Klimak), a svoj najkarakterističniji oblik našle su u atoskoj duhovnosti i hezihazmu (Grigorije Palamas). Premda su reformatori odbacili samostansku askezu i duhovnost te bili nepovjerljivi prema mistici, u povijesti protestantizma došlo je do nastanka mističnih struja (pijetizam, probudni duhovni pokreti u 19. stoljeću te pentekostalci u 20. stoljeću). Pučka pobožnost (hodočašća, postovi, razni molitveni oblici) karakteristična je za katolicizam i pravoslavlje i strana je protestantizmu. U službi je katoličke i pravoslavne duhovnosti asketska, duhovna i nabožna književnost, a osobito bogata sakralna umjetnost. U pravoslavlju je poseban iskaz duhovnosti štovanje ikona. Protestantska duhovnost očituje se osobito u čitanju biblijskih tekstova i pjevanju crkvenih pjesama.

## Teologija
U susretu s grčko-rimskom civilizacijom i grčkom filozofijom kršćanstvo je osjetilo potrebu da biblijsku objavu izrazi pojmovima grčke filozofije, osobito neoplatonističke. Prvi se začetci kršćanske teologije nalaze u Ivanovu evanđelju (Proslov) i Pavlovim poslanicama. Kršćanski apologeti 2. stoljeća (Justin, Klement Aleksandrijski, Origen) nastoje uskladiti kršćansku objavu s grčkom filozofijom, a grčke filozofe drže pretečama kršćanstva, koji su i sami preko razuma primili naravnu objavu. Istočni i zapadni crkveni oci (patristika) 3. – 4. st. teološki razrađuju glavne trinitarne (Trojstvo) i kristološke teme, što će omogućiti da se na sedam prvih ekumenskih koncila definiraju glavne kršćanske dogme (Nicejsko-carigradsko vjerovanje). U patrističko doba bit će načeta i jedna od središnjih tema kasnije kršćanske teologije, odnos naravi i milosti, slobodne volje i predestinacije (augustinizam i pelagijanizam).
Dok je teologija 1. kršćanskog tisućljeća pod utjecajem neoplatonizma, 2. kršćansko tisućljeće, na području zapadnoga kršćanskog svijeta, bit će u teologiji obilježeno aristotelizmom (skolastika). Glavni skolastički teolozi (Anselmo Canterburyjski, Albert Veliki, Toma Akvinski, Bonaventura, Ivan Duns Skot) nastojat će u teologiji produbiti Augustinovo načelo "credo ut intelligam" te vjerskoj objavljenoj istini pružiti razloge što ih omogućuje naravna spoznaja (razum). Tako se filozofija stavlja u službu teologiji ("ancilla theologiae"). U doba visoke skolastike (13. st.) razrađena su načela i metode katoličke teologije, što će obilježiti katolicizam 2. kršćanskog tisućljeća. Pravoslavna teologija ostat će vjerna neoplatonističkoj tradiciji istočnih crkvenih otaca i neće biti sklona skolastičkoj racionalizaciji objavljenih istina. Stoga će u njoj u visokome srednjem vijeku prevladati mistična teologija (Simeon Novi Bogoslov, Grigorije Palamas).
U renesansno doba dolazi do obnove neoplatonizma u teologiji (Nikola Kuzanski), a kršćanski humanisti (Erazmo Roterdamski) udaraju temelje novovjekovnoj biblijskoj egzegezi. Reformacijski teolozi (Martin Luther, Jean Calvin, Ulrich Zwingli, Philipp Melanchton) napuštaju skolastičku teologiju, obnavljaju radikalni augustinizam (predestinacija), a teološko razmišljanje usredotočuju na čovjekovo spasenje i opravdanje milošću i vjerom. U 19. i 20. st. protestantska liberalna teologija (F. D. E. Schleiermacher, A. Harnack, R. Otto, R Bultmann, P. Tillich) nastoji izraziti kršćansku poruku u društvu obilježenu prosvjetiteljskim racionalizmom, laicizmom i modernom znanošću. Naprotiv, protestantska dijalektička teologija (Karl Barth) nastoji se vratiti izvornomu biblijskom protestantizmu. U 19. st. i početkom 20. st. dolazi do obnove ruske pravoslavne teologije (A. S. Homjakov, S. N. Bulgakov). U 20. st. katolička teologija (Karl Rahner, Urs von Balthasar, P. Teilhard de Chardin) nastoji uz neoskolastičku uključiti i druge, suvremenije metode.

## Filozofija
Dok kršćanska teologija polazi od svetopisamske objave te je nastoji sustavno izložiti, filozofija polazi od naravne spoznaje ljudskog razuma. Budući da se kršćanstvo unutar grčko-rimskog svijeta na samom početku srelo s grčkom filozofijom, njemu se neizbježno nametnuo odnos vjere i razuma, objave i filozofije, naravi i nadnaravi, slobodne volje i predestinacije te mogućnost ljudskog razuma da dokaže postojanje Boga i besmrtnost ljudske duše. Za ranokršćanske apologete (Justin, Klement Aleksandrijski, Origen) objava se na svoj način zbiva i u filozofiji pa su grčki filozofi (Sokrat, Platon, Aristotel, stoici) preteče kršćanstva. Tim je apologetima filozofija hermeneutička znanost koja omogućuje dublje poimanje objave i vjere.
U otačkom razdoblju (Augustin, Grgur Nazijanski, Grgur Niski) u metafizičkim će razmišljanjima prevladati platonistički i neoplatonistički utjecaj, a u etici stoički. U srednjovjekovnoj kršćanskoj filozofiji (skolastika) prevladat će aristotelizam (Anselmo Canterburyjski, Petar Abelard, Albert Veliki, Toma Akvinski, Duns Skot, William Occam), a skolastička će filozofija, osobito tomizam, biti obilježje katolicizma. Filozofija je bila u službi teologije (ancilla theologiae). U novom vijeku filozofija se osamostaljuje (René Descartes), a religiozni kršćanski mislioci (Nicolas Malebranche, Blaise Pascal, Gottfried Leibniz) tragaju za novom apologetikom i teodicejom u susretu s novovjekovnim skepticizmom, deizmom i ateizmom.
U 19. st. dolazi do buđenja ruske pravoslavne religiozne filozofije (F. M. Dostojevski, V. S. Solovjov), a protestant S. Kieerkegaard nagovješćuje kršćanski egzistencijalizam i personalizam XX. st. (M. de Unamuno, G. Marcel, E. Mounier, K. Jaspers, P. Tillich, N. Berdjajev). Uz službeni neotomizam u katoličku filozofiju prodiru i neskolastičke metode (M. Blondel, Ch. Péguy).

## Rasprostranjenost
U antici se (1. – 4. st.) kršćanstvo proširilo po gradovima Rimskog Carstva, i glavna su mu središta bila Jeruzalem, Antiohija, Aleksandrija, Rim i Carigrad. Nakon seobe naroda kršćanstvo su 5. – 10. st. primili germanski, slavenski i ugrofinski narodi, koji danas nastanjuju Europu. U kasnoj antici (5. st.) monofizitsko kršćanstvo proširilo se u Armeniji i Etiopiji, a nestorijanski kršćani (5. – 7. st.) imali su brojne biskupije na široku prostoru od Sirije do središnje Kine i zapadne Indije.
Nakon širenja islama od 7. st. kršćanstva gotovo nestaje u sjevernoafričkim berberskim zemljama, a manje zatvorene monofizitske, melkitske i nestorijanske crkve preživljavaju u Egiptu i na Bliskom i Srednjem istoku. Nakon velikih pomorskih otkrića (15. – 18. st.) kršćanstvo se širi usporedno s kolonizacijom tih područja (Sjeverna i Južna Amerika, crna Afrika, Australija, Filipini). Danas je (2011.) u svijetu 2,1 milijardi kršćana (33% svjetskog pučanstva), od čega je 1,16 milijarda nominalnih katolika, 300 milijuna pravoslavaca, 700 milijuna protestanata te oko 70 milijuna monofizita i nestorijanaca.

## Simboli

### Ihtis
Riječ Ihtis (grč. IXΘΥΣ - ICHTHYS) na grčkom znači riba. Ujedno je i akronim koji u sebi krije početna slova izraza  "Ἰησοῦς, Χριστός, Θεοῦ Υἱός, Σωτήρ" (Iēsoûs, Christós, Theoû, Hyiós, Sōtḗr) što se na hrvatski prevodi kao Isus Krist, Božji Sin, Spasitelj.
Kao crtani simbol koristio se jednostavan prikaz ribe koji se sastojao od dvije zakrivljene linije, a nađeni su i kružni simboli. U vrijeme progona kršćana u Rimskom Carstvu znak je korišten kao kršćanski znak raspoznavanja.

## Znanost
Kršćanski su svećenici iznimno pridonijeli razvitku znanosti. Poznati su primjeri:
| - Ruđer Bošković – fizičar, astronom, izumitelj, filozof, matematičar, geodet, teolog, diplomat i pjesnik - Nikola Kopernik – zastupnik heliocentričnog sustava - Antonio Vivaldi – barokni skladatelj - Georges Lemaître – otac teorije “Velikog praska” - Roger Bacon – jedan od osnivača znanstvene metode - Marin Mersenne – otac akustike - Fra Angelico – renesansni slikar - Gregor Mendel – začetnik genetike - Christopher Clavius – tvorac gregorijanskog kalendara - Nicolas Steno – otac geologije - Athanasius Kircher – otac egiptologije - Giovanni Battista Riccioli – prvi izmjerio ubrzanje tijela u slobodnom padu - Pierre Gassendi – astronom - Francesco Maria Grimaldi – matematičar i fizičar - William od Ockhama – autor Ockhamove britve - Giordano Bruno – filozof - Vincenzo Coronelli – kartograf i kozmograf - José María Algué – meteorolog - Anselmus de Boodt – jedan od osnivača mineralogije - Otto Brunfels – jedan od osnivača botanike - Jean Baptiste Carnoy – osnivač citologije - Johann Dzierzon – otac modernog pčelarstva - James Cullen – poznat po “Cullenovim brojevima” - Andrew Gordon – tvorac prvog elektromotora - René Just Haüy – otac kristalografije | - Ányos Jedlik – izumitelj dinama - Sebastian Kneipp – autor specifične metode liječenja - Jean-Antoine Nollet – otkrivač osmoze - Luca Pacioli – otac računovodstva - Nicolas Claude Fabri de Peiresc – otkrivač Orionove maglice - Nicolas Louis de Lacaille – izrađivač zvjezdanog kataloga - Jean Mabillon – osnivač paleografije i diplomatike - James B. Macelwane – seizmolog - Gabriele Falloppio – anatom po kojem se zovu “Fallopijeve cijevi” - Christian Mayer – začetnik proučavanja binarnih zvijezda - Giuseppe Piazzi – otkrivač patuljastog planeta Cerere - Jean Picard – prvi izmjerio veličinu Zemlje - Giuseppe Mercalli – tvorac Mercallijeve seizmičke skale - Nikola Kuzanski – kardinal i humanist - Léon Abel Provancher – otac kanadskog prirodoslovlja - Richard od Wallingforda – jedan od osnivača trigonometrije - Ignacije Szentmartony – hrvatski kartograf, matematičar i astronom - Pierre Teilhard de Chardin – paleontolog - Giovanni Battista Venturi – otkrivač Venturijevog efekta - Ferdinand Verbiest – izumitelj prvog samohodnog vozila - Faust Vrančić – hrvatski izumitelj - Vincent od Beauvaisa – sistematizirao znanje Srednjeg vijeka - Georg Joseph Kamel – botaničar po kojem se zove Kamelija - Ivan Vitez od Sredne – hrvatski humanist - Francisco de Vitoria – otac međunarodnog prava - Ivan Krstitelj Ranger – barokni slikar |

## Poveznice
- Povijest kršćanstva
- kršćanske denominacije
- kršćanska umjetnost
- kršćanska glazba
- liturgija
- kršćanska filozofija
- teologija
- kršćanska arhitektura
- kršćanska politika
- crkvena glazba
- liturgijska glazba
- crkveni namještaj
- evangelizacija
- Biblija
- Evanđelje
- rano kršćanstvo
- kršćanski simboli
- vjerska glazba
- misa
- kršćanska demokracija
- kršćanski socijalizam

## Vanjske poveznice
- Katolici.org  Arhivirana inačica izvorne stranice od 16. srpnja 2011. (Wayback Machine) Raskol 1054.
- Katolici.org  Arhivirana inačica izvorne stranice od 20. siječnja 2008. (Wayback Machine) Širenje kršćanstva među slavenskim narodima
- Ante Vranković: Kršćanin je čovjek srca, Vrijeme srca, 2/2016., 3. lipnja 2016.